# لورا ترسا آلما-تادما
لورا ترزا آلما تادما، بانو آلما تادما (متولد ۱۶ آوریل ۱۸۵۲ - فوت ۱۵ اوت ۱۹۰۹) یک نقاش انگلیسی متخصص در ترسیم تصاویر خانوادگی و ژانر زنان و کودکان بود. هجده نقاشی او در آکادمی سلطنتی به نمایش گذاشته شد. شوهرش، لارنس آلما تادما، نیز نقاش بود.

## زندگی
لورا دختر دکتر جورج ناپلئون اپس (برادر دکتر جان اپس) است، او دو خواهر نقاش داشت (امیلی زیر نظر جان برت، پیشارافائلی، و الن زیر نظر فورد مادوکس براونآموزش دیده‌است) و ادموند گوسه و یک دلال سهام به نام رولند هیل شوهر خواهر او بودند.
در دسامبر ۱۸۶۹، زمانیکه لارنس ۳۳ ساله بود، برای اولین بار لورای ۱۷ ساله را ملاقات کرد. (همسر اول لارنس در اردیبهشت همان سال درگذشته بود. او در نگاه اول عاشق لورا شد، حضور لورا در لندن (و این واقعیت که آثار لارنس فقط در انگلیس بیشترین فروش را داشت) باعث شد در ژوئیه ۱۸۷۰ وقتی لارنس بخاطر وقوع جنگ فرانسه و پروس، مجبور به ترک بریتانیا شد، انگلستان را برای زندگی انتخاب کند.
لارنس که در ابتدای سپتامبر ۱۸۷۰ به همراه دختران کوچکش و خواهرش آرتجه به لندن رسید، لورا زمان خود را تلف نکرد و قرار شد که لارنس به لورا آموزش نقاشی بدهد. در این مدت لارنس به لورا پیشنهاد ازدواج داد. از آنجایی که لارنس در آن زمان سی و چهار ساله و لورا فقط هجده ساله بود، پدر لورا در ابتدا با ازدواج آن دو مخالفت کرد. دکتر اپس در نهایت با این شرط که باید لورانس و لورا تا شناخت بهتر یکدیگر صبر کنند، با این ازدواج موافقت نمود. آنها در ژوئیه ۱۸۷۱ ازدواج کردند. اگرچه این ازدواج بدون فرزند بود، اما ماندگار و شاد بود. و لورا نامادری لارنس و آنا که از ازدواج اول لارنس بودند، شد.

در سال ۱۸۷۳، سالن پاریس اولین نمایشگاه موفق لورا در نقاشی را به ارمغان آورد و در سال ۱۸۷۸، در نمایشگاه بین‌المللی پاریس، لورا به عنوان یکی از تنها دو زن هنرمند انگلیسی، آثار خود را به نمایش گذاشت. او در آکادمی سلطنتی هنر (از سال ۱۸۷۳)، گالری گروسونور و سایر مکان‌های لندن نمایشگاه‌های متعددی برگزار نمود. لورا تادما آثار خود را در کاخ هنرهای زیبا (موزه علم و صنعت شیکاگو) در نمایشگاه جهانی شیکاگو سال ۱۸۹۳ به نمایش گذاشت. همچنین گهگاه به عنوان تصویرگر، به ویژه برای مجله انگلیسی مصور کار می‌کرد، و به عنوان میزبان آنها در اقامتگاه‌های لندن در پارک ریجنتز و بعداً Grove End Road (یکی از خیابان‌های لندن) شناخته شده بود. لورا آلما تادما در ۱۵ اوت ۱۹۰۹ درگذشت. دو روز بعد در روزنامه تایمز، جزئیات علت مرگ او چاپ و شرح داده شد:
در ماه‌های ژوئن و جولای، بانو آلما تادما تادما در یک بیمارستان آلمانی بستری بود و چند روز پیش با وضعیت بسیار وخیم جسمی به خانه بازگشت. توصیه پزشکان به او این بود که هر چه سریعتر شهر را ترک کند؛ بنابراین او به یک مؤسسه در هیندهد رفت. در روز جمعه گذشته، بیماری او به‌طور ناگهانی وضعیت بحرانی پیدا کرد و پس از ساعت‌ها بیهوشی در شب یکشنبه بدون درد از دنیا رفت.
یک سال بعد، در انجمن هنرهای زیبا، نمایشگاه یادبودی از آثار او برگزار گردید.

## سبک هنری

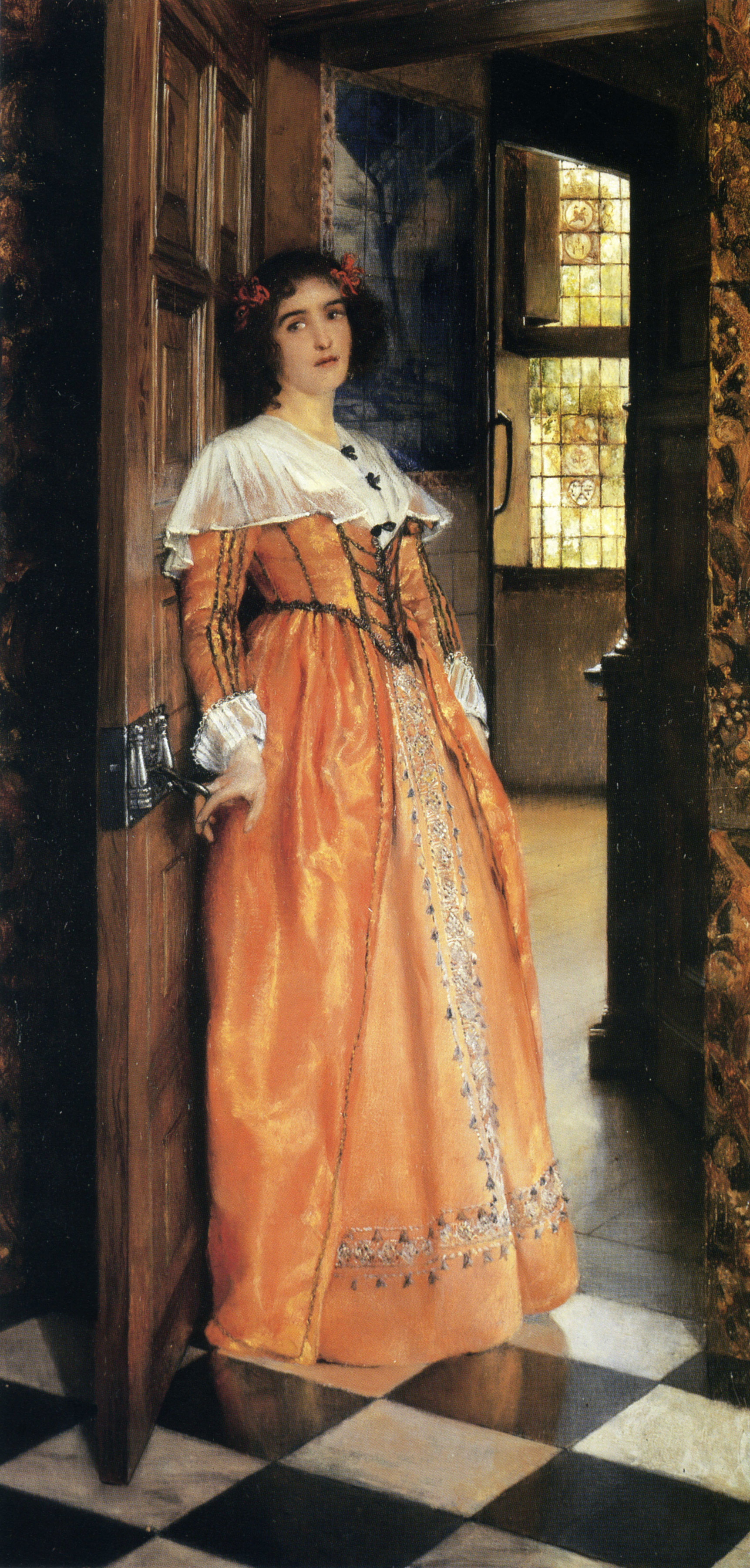
در درگاه (۱۸۹۸)

آلما تادما در صحنه‌های بسیار احساساتی خانگی و ژانر زنان و کودکان، اغلب در زمینه و سبک‌های هلندی قرن هفدهم، مانند آغاز عشق، سکوت، خداحافظی، سرود، آفتاب و در درگاه (حدود ۱۸۹۸، نشان داده شده در همین صفحه) تخصص داشت. او برخی از موضوعات کلاسیک و مناظر طبیعی از همسرش را نقاشی کرد، اما به‌طور کلی توانایی اصلی او هنر هلندی قرن هفدهم بود، که تأثیر بسیار کمتری در آثار او از همسرش داشت. او آثار ورمیر و رومین دو هوگه را در بازدید از کشورهای سفلی مطالعه کرد. آلما تادما، مانند شوهرش، کارهای خود را با دادن شماره‌های اوپوس به آنها شماره گذاری کرد.
آثار هنری احساسی و منحصراً زنانه، مطمئناً از دستان این بانوی ظریف و فوق‌العاده با استعداد خلق شده‌است. فضای گرم و درخشان نقاشی‌های او، جانی تازه به بیننده می‌دهد. در دستان او، زیباترین مادران جوان، چاق‌ترین نوزادان را به سینه‌هایشان ی بندند. مهربانترین دوشیزگان از قاب‌های بزرگشان آه می‌کشند و دختران کوچک با دامن‌های قهوه ای خود همراه موسیقی می‌رقصند.

## یادبودها

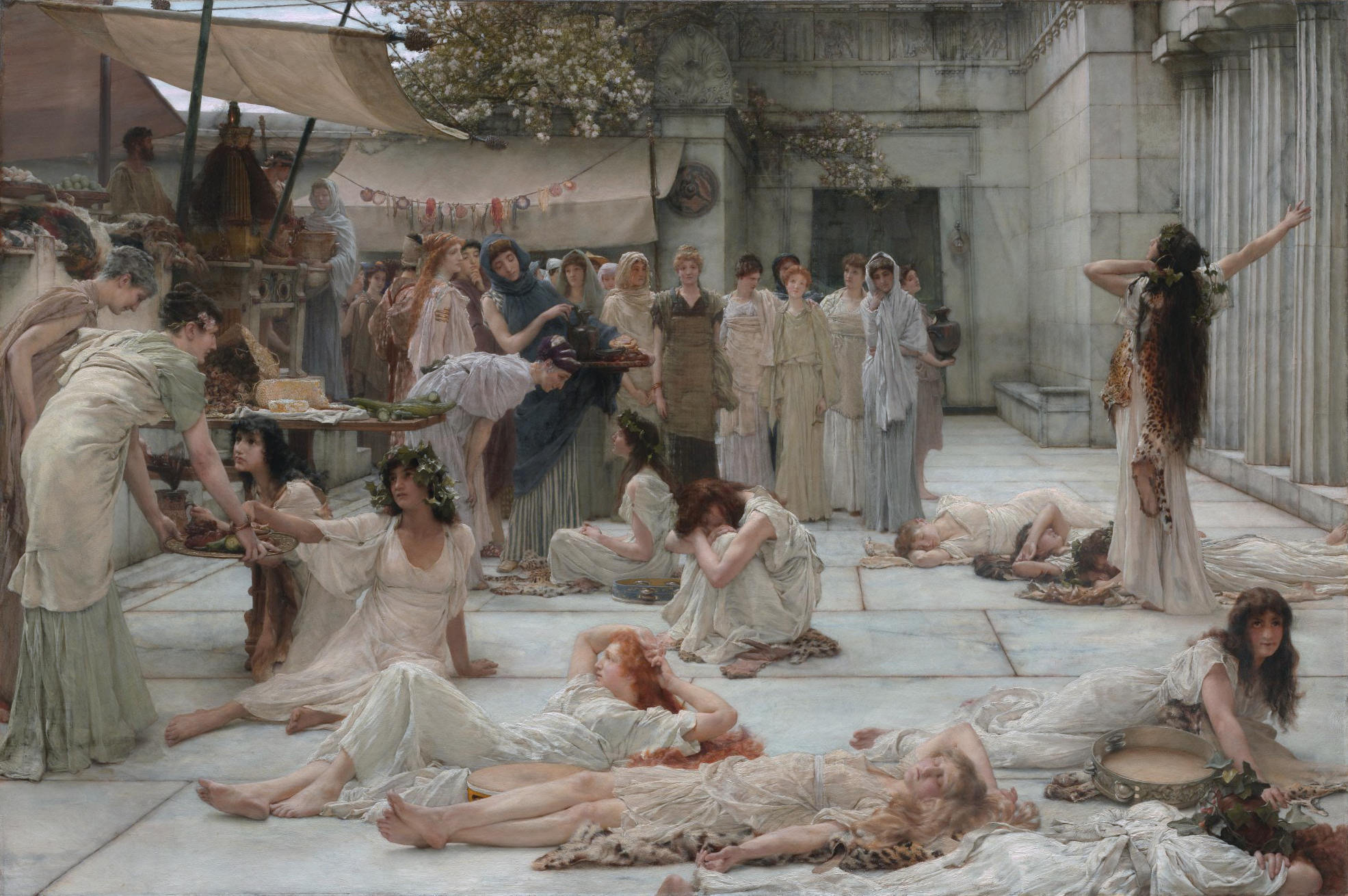
زنان آمفیسا اثر لاورنس آلما تالدا در ۱۸۸۷

همسر لورا پس از ازدواجشان، اغلب تصویر لورا را در نقاشی‌هایش نقاشی می‌کرد (زنان آمفیسا در سال ۱۸۸۷ یکی از نقاشی‌های معروف لارنس است که تصویر لورا در آن وجود دارد)، همچنین یک مجسمه نشسته توسط آمندولا در سال ۱۸۷۹، مجسمه نیم تنه ژول دالو در سال ۱۸۷۶ و پرتره ای از ژول باستین لوپاژ از لورا ساخته شده‌است.

## آثار
- همیشه خوش آمدید، نشان دادن کودکی در تخت بیمار مادرش (در موزه و گالری هنری راسل کوتس)
- خرابه (و کودکان)، صحنه ایتالیایی (همچنین در راسل کوتس برگزار می‌شود)
- هاوکینگ - قرون وسطی (در موزه هنر بوری برگزار می‌شود)
- صندلی ماما (۱۸۷۳؛ «اوپوس وی» آلما تادما)[۸]
- صنعت شیرین (۱۹۰۴)، نشان دادن زنان در حال بافندگی (برگزاری در گالری هنر منچستر)
- جورج الیوت (پرتره مدادی، ۱۸۷۷، در گالری ملی پرتره نگهداری می‌شود)
- ضربه ای به درب (۱۸۹۷؛ در موزه هنر کریر در منچستر، نیوهمپشایر برگزار شد)

## نمایشگاه لورا در آکادمی سلطنتی
- صندلی مامان (۱۸۷۳)
- قفس پرنده (۱۸۷۵)
- یک جوراب ساق بلند آبی (۱۸۷۷)
- کتاب خوب (۱۸۸۰)
- کهربا و اوپال (۱۸۸۰)
- زمستان (۱۸۸۱)
- خوابیده (۱۸۸۲)
- Saying Grace (1884)
- کمک به خود (۱۸۸۵)

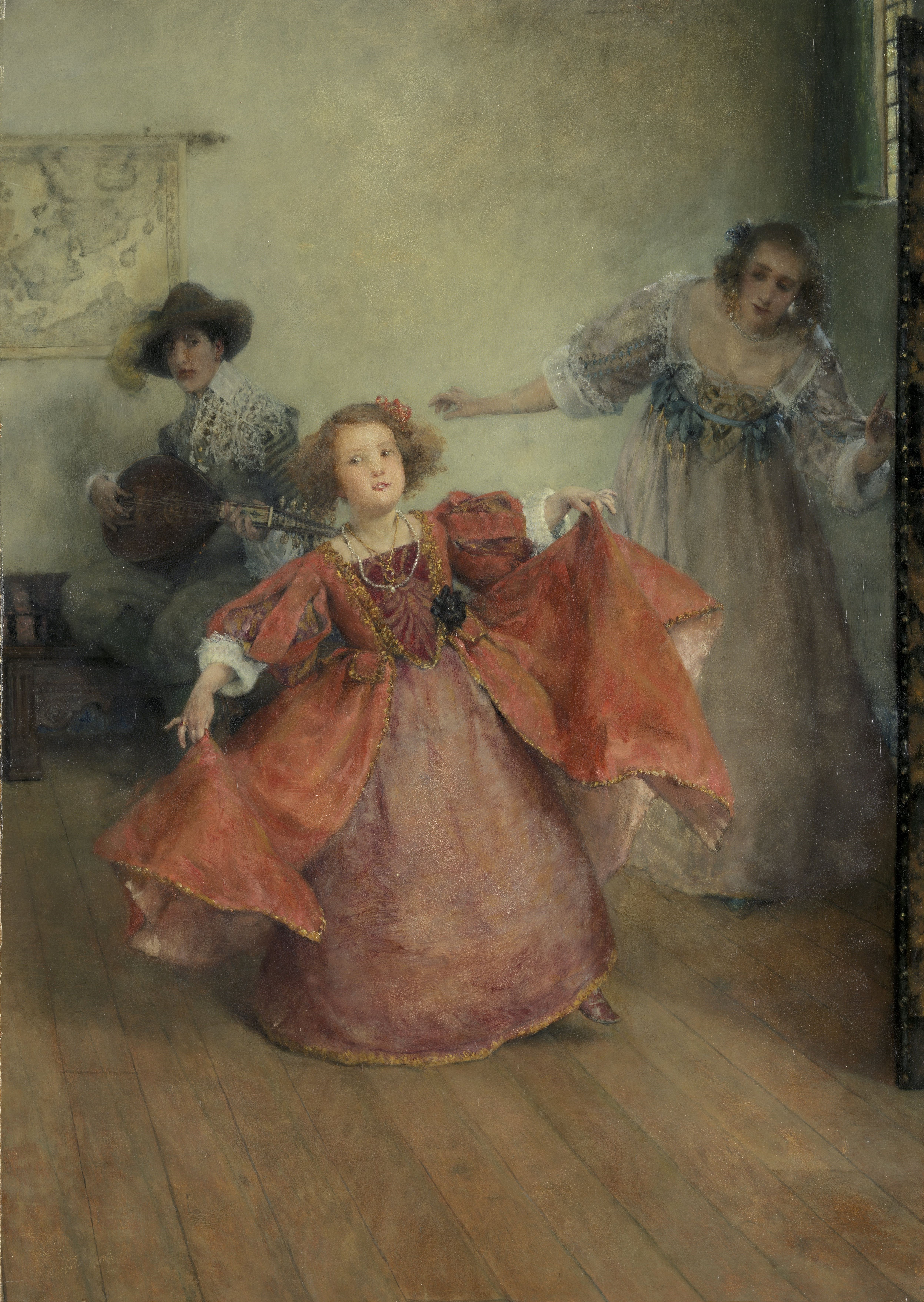
«آریس و گریس» در موزه رایکز قرار دارد

- هیچ چیز مخاطره آمیز، هیچ چیز نیست (۱۸۸۸)
- ماهی قرمز خانگی (۱۸۹۰)
- خاموشی (۱۸۹۲)
- متقاعدسازی رضایت (۱۸۹۳)
- درد فراق (۱۸۹۵)
- کارول (۱۸۹۶)
- صلح (۱۹۰۷)
- خانم‌ها، دیگر آه نکشید (۱۹۰۹)